# 黑山頭口岸
黑山頭口岸是中華人民共和國內蒙古自治區的一個陸路双边口岸，位於呼倫貝爾市額爾古納市黑山頭鎮境內，並與俄羅斯聯邦外貝加爾邊疆區普里額爾古納斯克區的舊粗魯海圖口岸相接。該口岸在1990年正式向外開放，以促進中俄兩國邊境地區的人員往來以及貿易和經濟發展。另一方面，黑山頭口岸的管理事宜由額爾古納市口岸辦公室負責，而滿洲里海關、滿洲里出入境檢驗檢疫局和黑山頭邊防檢查站則擔負該口岸的海關檢查、物品查驗與出入境手續辦理等工作。

## 位置與交通
黑山頭口岸位於中華人民共和國內蒙古自治區呼倫貝爾市額爾古納市黑山頭鎮鎮區以西12公里，並距離額爾古納市政府駐地拉布達林街道以及呼倫貝爾市市區海拉爾區分別約62公里和120公里，而距離同樣位於額爾古納市境內的室韋口岸則是陸路230公里以及水路約250公里。該口岸西部鄰近中俄兩國界河——額爾古納河和中俄邊界第91號界標，並透過大橋與對岸位於外貝加爾邊疆區普里額爾古納斯克區的舊粗魯海圖口岸相接，而雙方直線距離僅為1.5公里。黑山頭口岸不但地處呼倫貝爾市經濟改革試驗區以及沿邊開放區域的前沿，也是參與東北亞經濟圈的理想窗口；此外該口岸不僅為呼倫貝爾市綠色產品向外出口的重要門戶，也是滿洲里口岸貨物分流之理想通道。
交通方面，黑山頭口岸是內蒙古301省道的西端起點，該省道向東延伸並經過拉布達林街道，之後則從上庫力街道東部離開額爾古納市並前往根河市。鐵路方面，由神華集團參與投資的海拉爾至黑山頭鐵路（海黑鐵路）在2012年10月中旬正式開工建設，該鐵路全長約192公里，而設計貨運量則是每年1,600萬噸，預計開通後每天將會設有兩對客運列車來往兩地。海黑鐵路的立項建設將會結束黑山頭口岸與所屬的黑山頭鎮均沒有任何鐵路經過的局面，並成為黑山頭口岸另一條進出口貨物的重要聯絡通道，不過截至2018年8月該鐵路還沒有建成通車。

## 歷史
1989年4月，中華人民共和國國務院發表國函（1989）26號文件，正式批准建設黑山頭口岸並將其劃分為國家一類口岸；隨後中華人民共和國海關總署下屬的國家口岸管理辦公室（國口辦）於1990年發佈國口辦字（1990）71號文件，准許該口岸常年對外（俄羅斯聯邦）開放。黑山頭口岸每年貨運和客運設計通過能力分別為50萬噸與30萬人次，而1991年通關初期全年貨運和客運數量則分別僅是609噸以及1,278人次。2003年6月，俄羅斯聯邦政府曾經因應中國境內發生的嚴重急性呼吸系統綜合症疫情，而決定暫時關閉包含黑山頭口岸在內的多個中俄口岸，讓不少從事邊境貿易和旅遊業務的公司受到嚴重影響。
黑山頭口岸最初的通關通道僅為額爾古納河河上凝結而成的厚冰，後來則變成一條簡易木橋；不過因為多年來多部大型載重車輛駛經，導致橋墩下沉與橋面傾斜，並制約著口岸的通關能力、經濟效益的提升以至邊境貿易和往來的發展。有見及此，時任中華人民共和國外交部部長李肇星與俄羅斯聯邦外交部部長謝爾蓋·維克托羅維奇·拉夫羅夫在2006年5月16日於中國北京市簽訂協議，決定在木橋附近的邊境地區興建一座新的永久性鋼筋混凝土結構大橋。該橋由額爾古納市人民政府和當時的赤塔州政府共同出資、建設、擁有以及管理，而其長度、寬度與高度分別約為126米、9米以及8米，並能夠承載100噸的掛車和20噸的普通汽車通過。新橋工程於2006年6月26日開始動工，其後在11月上旬通過由兩國政府部門進行的工程品質鑒定與驗收工作，並於同月29日上午正式通車，成為繼室韋口岸——奧洛契口岸大橋之後「中俄界河第二橋」。
隨著中俄關係不斷深入發展，黑山頭口岸的貨運和客運數量也得以持續上升，2013年該口岸全年貨運與客運數量已經分別達到16.32萬噸以及8.17萬人次，比1991年數據分別增加267.7倍和約64倍。中國政府亦因此不斷完善口岸周邊設施，例如在2012年6月開工建設一座跨度18米、寬9米與高14米的第一代國門，其總建築面積達到981平方米，並於2014年7月竣工和投入使用。這座國門採用具有蒙古文化與歐洲建築風格建造，以及擁有一個面積為120平方米的黑山頭口岸發展歷程展覽廳；而國門本身也象徵著中華人民共和國政府對該口岸擁有管轄控制權。此外，黑山頭口岸國門後來亦成為一個旅遊景點，在2017年全年共有1.62萬人前來參觀，並藉此帶來59.8萬元人民幣門票收入。
2016年2月上旬，由額爾古納市供電公司負責建設的110千伏黑山頭輸電變電系統正式投入使用，以取代舊有且嚴重老化的35千伏變電站，並為黑山頭口岸以至整個黑山頭鎮提供更加穩定和可靠的電力服務。隨後呼倫貝爾市人民政府於同年斥資600多萬元人民幣為黑山頭口岸建設中俄邊民互市貿易區，並在2017年8月下旬完工與正式開始運營，從而深化兩國邊境地區的小額商貿往來。該互貿區總佔地1.12萬平方米，當中包含1,000平方米的辦公區、約700平方米的倉儲區、800平方米的檢驗區、約1,700平方米的交易大廳以及面積7,000平方米的停車場和貨場。後來額爾古納市人民政府繼續完善中俄邊民互貿區的各項設施與服務，包括維修已損壞的部分交易大廳設備、改造倉儲區、實施市場化運營和對設施使用者收取費用，並計劃新建一座面積為2,592平方米的海關監管檢驗檢疫中心以及實行信息化系统建設等工作。

## 過境量統計
2017年上半年，黑山頭口岸總計進出口貨物達9.53萬噸，較2016年同期增加百分之10；當中入口量佔8.16萬噸，而出口量則是1.37萬噸，與去年數據相比分別增長百分之9和15。過境人數方面，該口岸2017年1月至6月期間旅客出入境數量為4.5萬人次，比2016年同期上升14%；其中入境旅客以及出境旅客均約為2.25萬人次，較2016年數據增加13~14%。而過境車輛方面，黑山頭口岸首半年出入境車輛數量是1.92萬輛次，與去年同期增長13%；當中入境與出境車輛數目均約是9,600輛次，兩者同樣上升13%。

## 進口貨品與走私活動
黑山頭口岸之主要進口貨品是來自俄羅斯外貝加爾邊疆區的礦產材料。2009年11月20日，該口岸開始入口生產自俄羅斯諾永達拉果鉛鋅礦的鉛鋅礦石，其後過貨量不斷上升，並於翌年3月踏入進口高峰期，日均過貨量最高達至480噸。2010年1月至5月24日期間，黑山頭口岸總共進口了1.6萬多噸俄羅斯鉛鋅礦石；而該口岸也因此實行了若干措施以簡化鉛鋅礦石的通關安排。此外，黑山頭口岸也曾經在2006年12月7日首次入口俄羅斯出產的約165噸原煤，並計劃於2007年和2008年分別進口50到100萬噸以及200到500萬噸原煤。不過後來該口岸停止入口俄羅斯生產之原煤，直到2018年8月6日才重新進口總重量為22噸的俄羅斯煤炭。
另一方面，黑山頭口岸偶爾會發生非法走私活動。2016年3月18日上午11時半，黑山頭口岸邊防檢查站截查一輛從俄羅斯駛經口岸的俄籍車輛，並從車內後備箱搜出255枚麝香、約110公斤的玉石原石和不明粉狀物。